# Xinghaiornis
Xinghaiornis is een geslacht van uitgestorven vogels uit het Vroeg-Krijt van de huidige China, behorend tot de Ornithothoraces. De enige benoemde soort is Xinghaiornis lini.

## Vondst en naamgeving
Begin 21e eeuw werd bij Sihetun nabij Shangyuan in de provincie Liaoning een fossiel opgegraven van een vogel. 
In 2013 werd de typesoort Xinghaiornis lini benoemd en kort beschreven door Wang Xuri, Luis Maria Chiappe, Teng Fangfang en Ji Qiang. De geslachtsnaam verbindt een verwijzing naar het natuurhistorisch museum van Xinghai met een Oudgrieks ὄρνις, ornis, 'vogel'. De geslachtsnaam bevat in het Chinees ook een woordspeling: de karakters 星海鸟 kunnen ook gelezen worden als 'Vogel van de Sterrenzee'. De soortaanduiding eert de paleontoloog Lin Zhihong.
Het holotype, XHPM 1121, werd  gevonden in een laag van de Yixianformatie die dateert uit het Aptien, ongeveer 125 miljoen jaar oud. Het bestaat uit een vrij compleet skelet met schedel, samengedrukt op een plaat. Uitgebreide delen van het verenkleed zijn bewaard gebleven waaronder lange slagpennen van de vleugels.

## Beschrijving
Xinghaiornis is een vrij grote vogel met een spanwijdte van ongeveer zeventig centimeter. Het opperarmbeen is vijfenzeventig millimeter lang en heeft een verbreed bovenste uiteinde. De snuit is langgerekt, een dunne snavel vormend en tandeloos net als de rest van de schedel; de eerste teen staat hoog op het tweede middenvoetsbeen. Beide kenmerken werden gezien als een aanpassing aan het zoeken van kleine ongewervelden in modderlagen, het vroegste bekende voorbeeld van zo'n levenswijze bij de vogels. De snuit maakt ongeveer de helft van de schedellengte uit; de eerste teen staat iets onder het midden van de middenvoet.

## Fylogenie
Binnen de Ornithothoraces werd Xinghaiornis voorlopig basaal in de Enantiornithes geplaatst, als zustersoort van Yanornis. Dat het een enantiornithe zou zijn, is voornamelijk gebaseerd op het lange hypocleidium, voorste punt, van het vorkbeen en het feit dat het derde middenhandsbeen langer is dan het tweede. Xinghaiornis vertoont echter een verwarrende mengeling van eigenschappen en de auteurs van het benoemende artikel waarschuwden ervoor dat een uitgebreidere beschrijving weleens een ander resultaat zou kunnen opleveren.